# インターナショナルジョッキーカップ
インターナショナルジョッキーカップは、園田競馬場で1994年から毎年12月に開かれていた競馬の騎手招待競走である。現在は休止中。
兵庫県競馬の活性化を目指してこの直前に行われる中央競馬のワールドスーパージョッキーズシリーズに参戦した海外招待騎手を3人、中央競馬所属の東西のリーディング1位の騎手2人を招き地元兵庫県競馬組合の所属騎手5人と国際交流戦2競走（エクセレントステージとグロリアスステージ）のポイント制で総合優勝を争う。1996年までは1競走だけだった。
なお2003年度は当初開催を予定していたが、出場が予定されていた騎手が同時期に香港で開催される国際騎手招待競走との兼ね合いで出場できなくなったことから代替の騎手を用意しようとしたところ失敗し、開催が困難となったため取り止めとなった。2004年度以降も同様の理由で開催されていない。

## 勝利騎手
| 回数  | 施行日        | 優勝騎手           | 所属             |
| ----- | ------------- | ------------------ | ---------------- |
| 第1回 | 1994年12月6日 | マイケル・キネーン | アイルランド     |
| 第2回 | 1995年12月5日 | ジム・コレット     | ニュージーランド |
| 第3回 | 1996年12月3日 | 永島太郎           | 兵庫             |
| 第4回 | 1997年12月2日 | 小牧太             | 兵庫             |
| 第5回 | 1998年12月8日 | ジョン・ムルタ     | アイルランド     |
| 第6回 | 1999年12月7日 | マイケル・キネーン | アイルランド     |
| 第7回 | 2000年12月5日 | 小牧太             | 兵庫             |
| 第8回 | 2001年12月4日 | エドガー・プラード | アメリカ         |
| 第9回 | 2002年12月3日 | 平松徳彦           | 兵庫             |